# Turgut Özal
Turgut Özal (Malatya, 13 de outubro de 1927 – Ancara, 17 de abril de 1993) foi um engenheiro eletrotécnico e funcionário público turco que foi primeiro-ministro da Turquia entre 1983 e 1989 e presidente da república da Turquia entre 1989 e 1993. Durante o seu mandato como primeiro-ministro transformou a economia do país ao abrir caminho à privatização de muitas empresas estatais.

## Biografia
Turgut Özal nasceu em Malatya, na Anatólia Oriental no seio de uma família de ascendência parcialmente curda. Frequentou os primeiros anos do ensino básico em Silifke, os restantes em Mardin, o ensino secundário em Kayseri e licenciou-se em engenharia eletrotécnica na Universidade Técnica de Istambul
(em turco:  İstanbul Teknik Üniversitesi, ITU) em 1950.
Entre 1950 e 1952 trabalhou no departamento estatal de planeamento e administração de produção de energia elétrica. Em 1952 e 1953 estudou engenharia eletrotécnica e gestão de energia nos Estados Unidos, após o que voltou ao seu emprego anterior, onde trabalhou em projetos de eletrificação até 1958. Em 1959 foi para o departamento de planeamento estatal e m 1960 para o departamento de coordenação de planeamento. Depois de cumprir o serviço militar, em 1961, foi quadro superior de diversas organizações do governo e deu aulas na Universidade Técnica do Médio Oriente (Orta Doğu Teknik Üniversitesi, ODTÜ). Foi funcionário do Banco Mundial entre 1971 e 1973, após o que ocupou diversos cargos de presidência de conselhos de administração de empresas privadas turcas. Em 1979 voltou ao serviço do estado como subsecretário do primeiro-ministro Süleyman Demirel, cargo que ocupou até ao golpe militar de 12 de setembro de 1980.
Durante o regime militar resultante do golpe de 1980, foi nomeado vice primeiro-ministro e ministro da Economia por Kenan Evren, um cargo que ocupou até julho de 1982.
Em 20 de maio de 1983 Ozal fundou o Partido da Pátria (em turco:  Anavatan Partisi, ANAP) e tornou-se o seu líder. O ANAP ganhou as eleições desse ano, levando-o a tornar-se primeiro-ministro em 13 de dezembro de 1983. Em 1987 voltou a ganhar as eleições e a chefiar o governo.
Em 18 de junho de 1988 sobreviveu a uma tentativa de assassinato durante um congresso do seu partido. Uma bala feriu-o num dedo, enquanto que outra por pouco não lhe acertou na cabeça. O assassino, Kartal Demirağ, foi capturado e condenado a prisão perpétua. Özal concedeu-lhe o perdão em 1992, depois de ter passado quatro anos na prisão. Demirağ voltaria posteriormente à prisão por ordem dum tribunal de instância superior, que o sentenciou a 20 anos de prisão em 2008 pela tentativa de assassínio.
Kartal Demirağ foi alegadamente membro da contra-guerrilha ligada à OTAN, similar à Gladio italiana, liderada pelo general Sabri Yirmibeşoğlu, que estaria por detrás do atentado. Dois meses depois do atentado, Yirmibeşoğlu foi nomeado secretário-geral do Conselho de Segurança Nacional. Özal soube destas suspeitas já depois da nomeação e forçou o general a demitir-se e reformar-se.
Em 9 de novembro de 1989 Turgut Özal tornou-se o oitavo presidente da Turquia, ao ser eleito pela Grande Assembleia Nacional (Türkiye Büyük Millet Meclisi ou TBMM, o parlamento turco). Foi o primeiro presidente que nasceu sob a república, já que todos os seus antecessores nasceram durante o Império Otomano.
Após a dissolução da União Soviética, Özal esforçou-se por criar laços com os países túrquicos da Ásia Central e com o Azerbaijão, no Cáucaso meridional. A este último, Özal ofereceu apoio moral, económico e militar durante a Guerra de Nagorno-Karabakh, chegando a ameaçar invadir a Arménia.[carece de fontes?]
Em 1991 Özal apoiou a coligação contra o Iraque na Guerra do Golfo. Em fevereiro desse ano, tornou-se companion (companheiro) da Ordem da Austrália, o mais alto galardão honorífico civil australiano, pelos "seus serviços pelas relações turco-australianas".
EM 17 de abril de 1993, Özal morreu em consequência dum ataque cardíaco que muitos consideraram suspeito e que levaram a pôr a hipótese de assassinato. A sua mulher Semra Özal declarou que ele foi envenenado por limonada e questionou não ter sido feita qualquer autópsia, alegadamente requerida em tais circunstâncias. As amostras de sangue recolhidas para determinar a causa da morte desapareceram. Turgut Özal procurava criar uma aliança túrquica, para a qual já tinha obtido o compromisso de diversos presidentes. Segundo a sua mulher Semra, provavelmente quem ordenou o assassínio (a tese mais comum é a de que seriam agentes turcos da OTAN) pretendia que esse plano se gorasse.
Centenas de milhares de pessoas assistiram às cerimónias fúnebres oficiais, nas quais foi sepultado num mausoléu ao lado do de Adnan Menderes, a quem ele muito admirava. No 14º aniversário da sua morte, reuniram-se milhares de pessoas em Ancara para assinalar a data.

## Família
Turgut Özal casou com Ayhan İnal em 1952, mas divorciou-se nesse mesmo ano. Em 1954 casou com Semra Özal, com quem teve dois filhos e uma filha. Um dos seus filhos, Ahmet Özal, chegou a ser eleito para o parlamento em 1999, mas nas eleições de 2002 já não foi eleito.